# Palazzo Trotti Mosti
Il palazzo Trotti Mosti è un edificio di origine rinascimentale che si trova a Ferrara in corso Ercole I d'Este. Il palazzo è sede del Dipartimento di Giurisprudenza dell'Università degli Studi di Ferrara.

## Storia

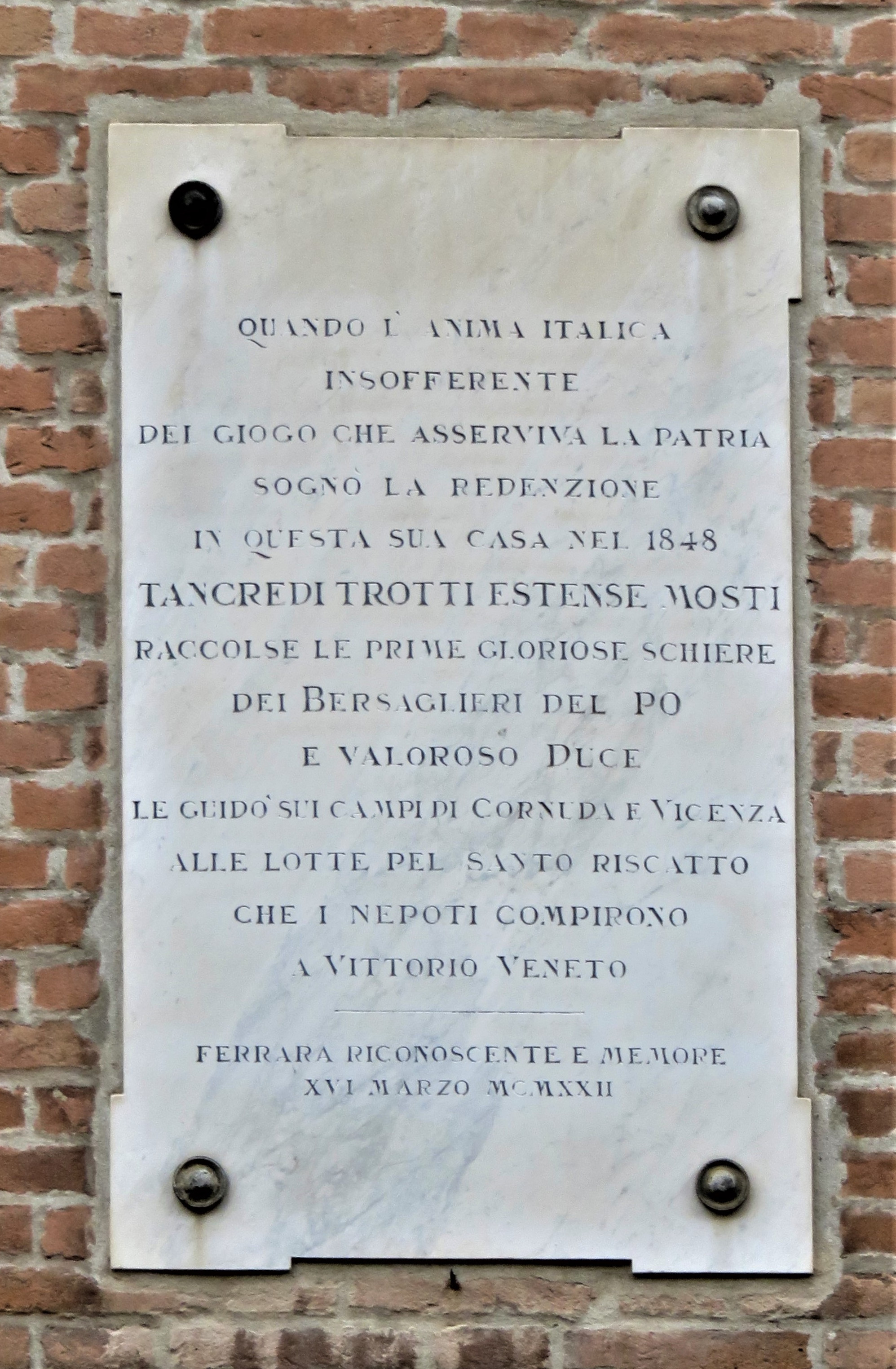
Epigrafe sulla facciata del palazzo su corso Ercole I d'Este che ricorda le prime formazioni dei Bersaglieri del Po che qui si raccolsero sotto il comando di Tancredi Mosti Trotti Estense nel 1848.

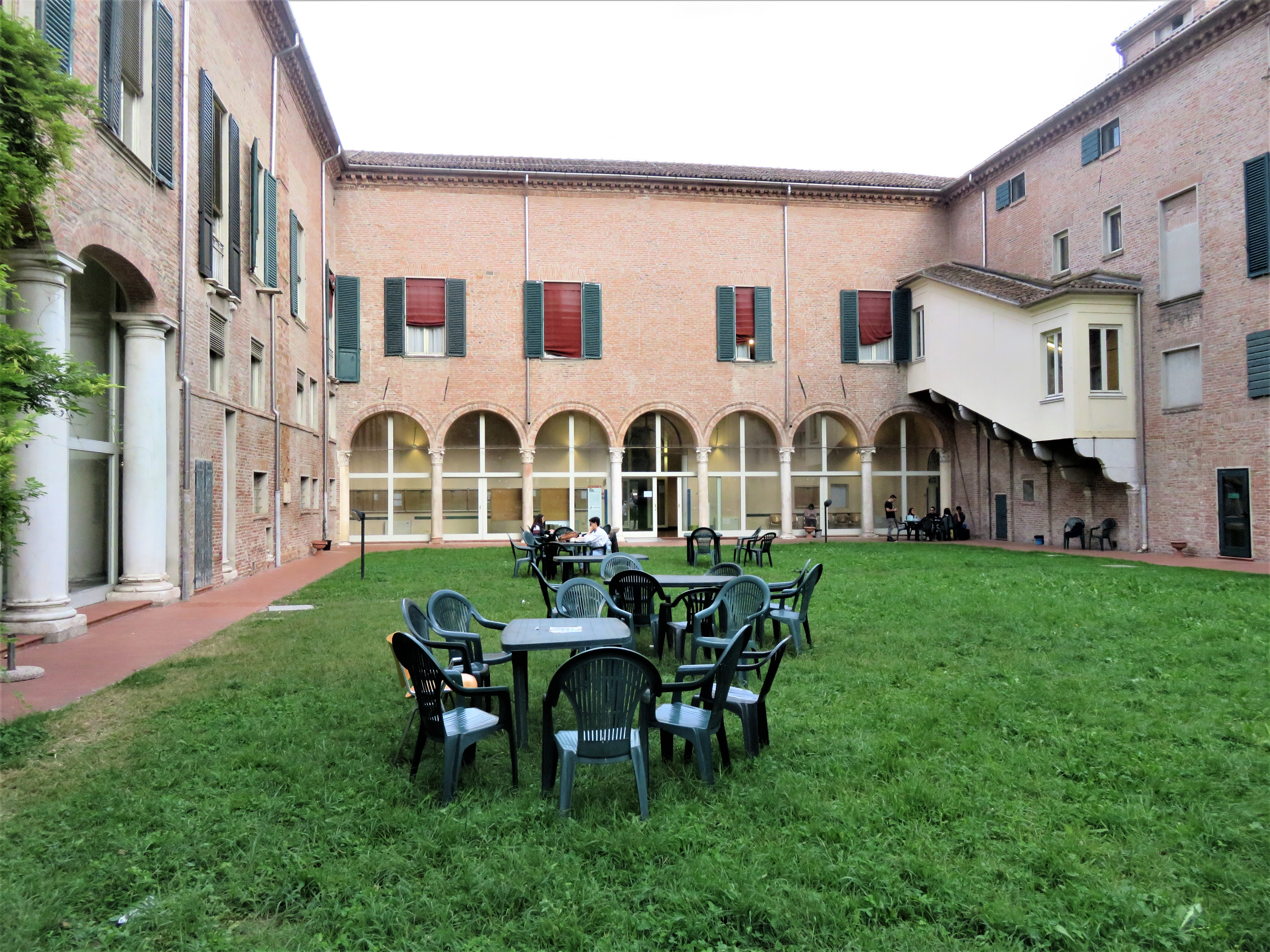
Parco ed esterno dell'edificio.

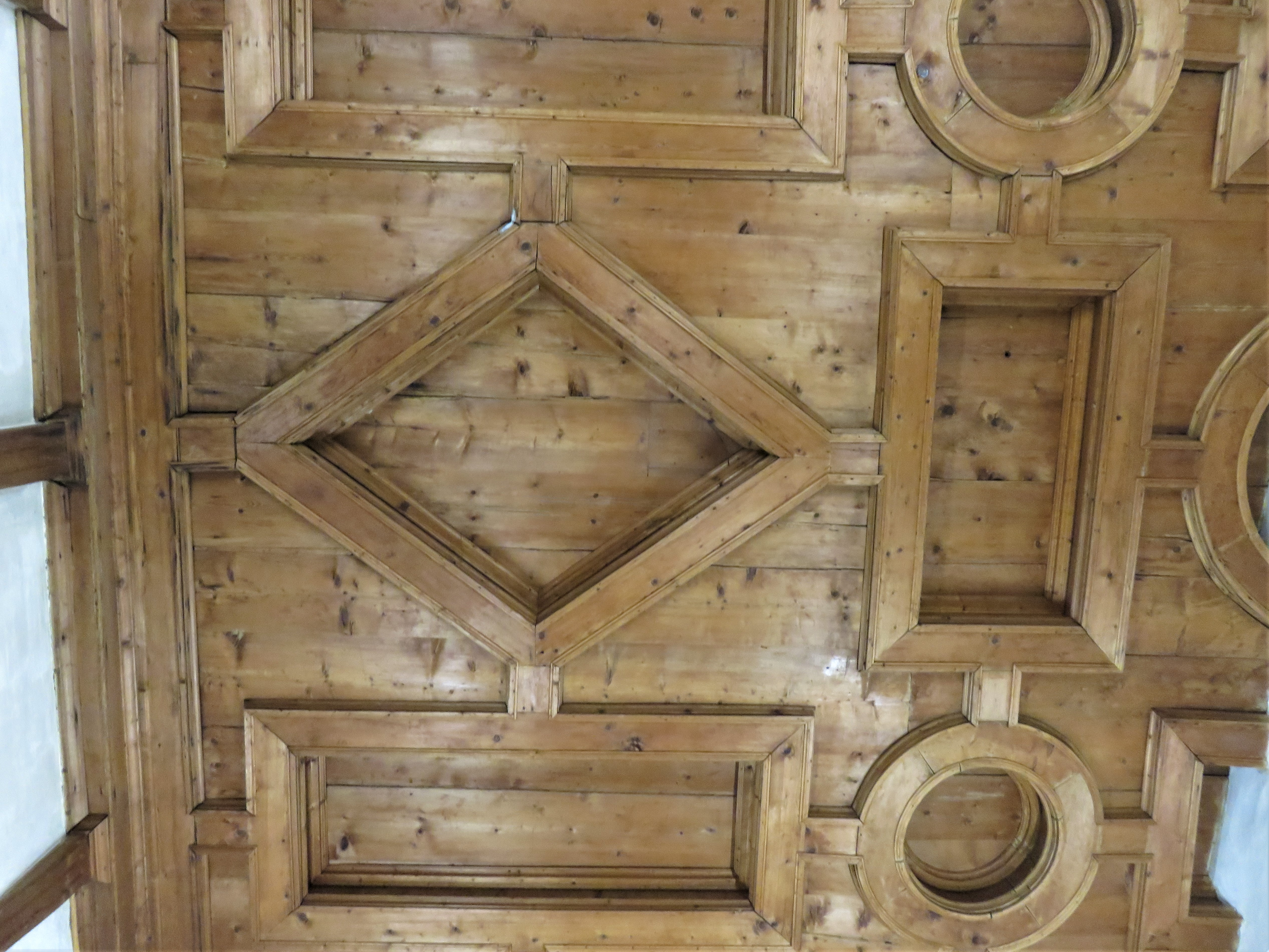
Uno dei soffitti in legno delle sale interne.

Il progetto è attribuito a Biagio Rossetti, che nel periodo nel quale fu edificato il palazzo stava lavorando all'ampliamento cittadino con l'Addizione Erculea voluta da Ercole I d'Este. 
L'area fu acquisita dalla famiglia De Mosto attorno al 1493 e sicuramente un anno dopo l'edificio non era ancora stato ultimato. Nel 1830, dopo aver avuto nel corso del tempo numerosi passaggi di proprietà, venne acquistato dal senatore Tancredi Mosti Trotti Estense e dal quel momento il nome del palazzo portò il suo nome. Nel 1848 i volontari ferraresi chiamati Bersaglieri del Po si raccolsero in questo palazzo prima di partire, sotto il comando di Tancredi Mosti, per combattere in Veneto.
Dagli anni settanta il palazzo ospita il Dipartimento di Giurisprudenza dell'ateneo di Ferrara.

## Descrizione

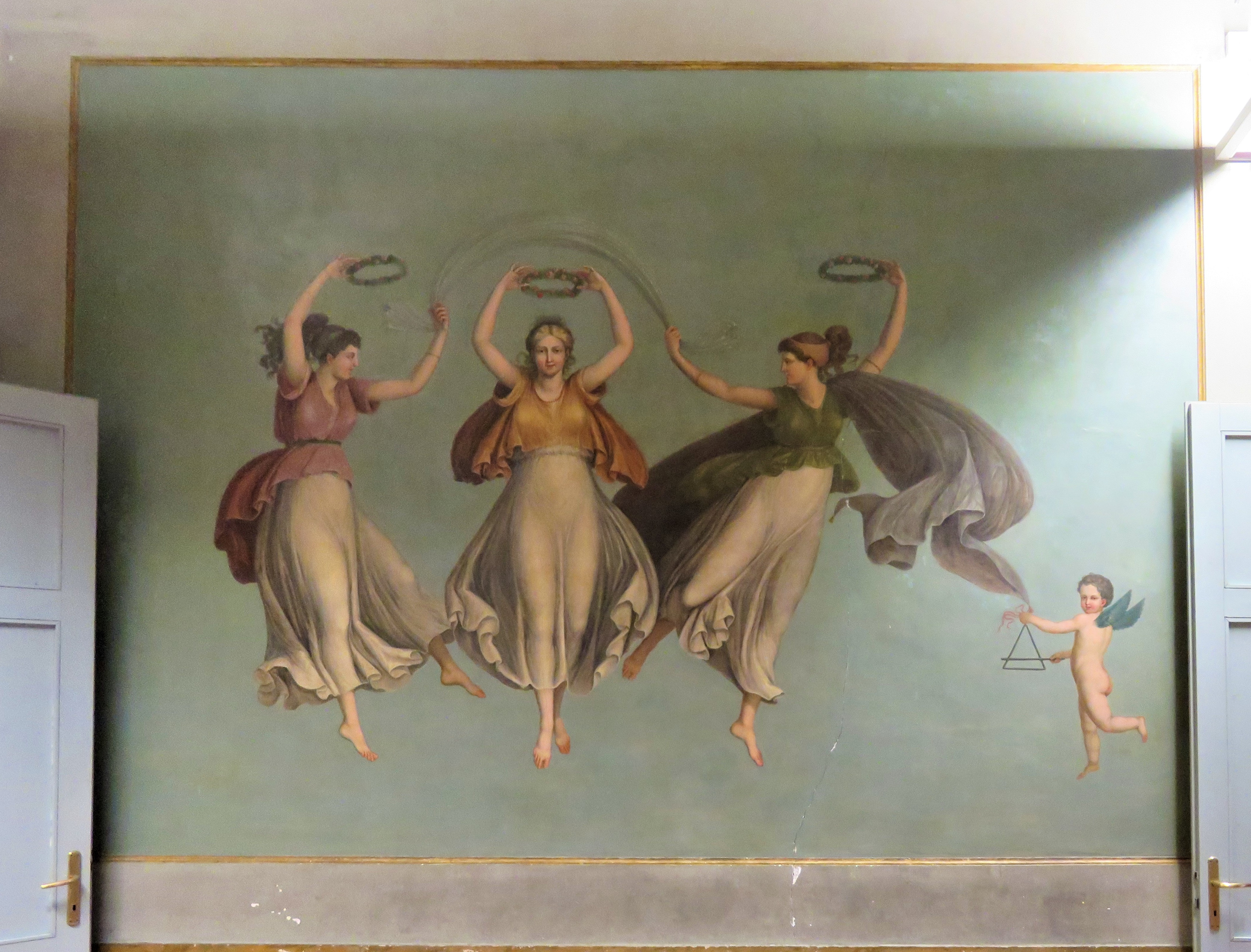
Affresco nell'ala sud del palazzo.

Il monumentale edificio rinascimentale si trova all'incrocio tra corso Ercole I d'Este e via Arianuova. Confina con l'area dove un tempo esisteva l'antica chiesa di Santa Maria degli Angeli e che a lungo fu uno dei luoghi di sepoltura degli Estensi.
Sono interessanti i soffitti in legno del XVI secolo realizzati a cassettoni, alcuni dipinti con disegni di animali policromi. Nel salone d'onore si conserva lo stemma dipinto della casata nobile, legata agli Este, che riporta il titolo concesso dall'allora duca Alfonso I d'Este a Vincenzo Mosti.Alcuni soffitti sono stati decorati dal pittore bolognese Francesco Ferrari, noto per il suo stile quadraturista.
Nelle sue sale dell'ala meridionale sono presenti affreschi liberty realizzati all'inizio del XX secolo su volontà dell'allora proprietario, il senatore Tancredi Mosti Trotti Estense e in seguito di Ercole, il figlio.